# Mount Melbourne
Der Mount Melbourne ist ein großer, 2732 m hoher Stratovulkan an der Borchgrevink-Küste des ostantarktischen Viktorialands. Er ragt landeinwärts des Kap Washington auf und dominiert als markante Landmarke den Küstenabschnitt zwischen der Wood Bay und der Terra Nova Bay.
Die Gegend um den heutigen Mount Melbourne vom Kap Washington im Süden bis zu den Random Hills im Norden weist seit dem Beginn des Pleistozäns vor etwa 2,6 Mio. Jahren vulkanische Aktivität auf. Der Bergkegel des Mount Melbourne mit einem Volumen von rund 180 km³ ist als einer der jüngeren Vulkane des Gebiets erst während der letzten 123.000 Jahre entstanden. Ablagerungen von vulkanischer Asche im Eis lassen darauf schließen, dass sich der letzte Ausbruch des Mount Melbourne wahrscheinlich zwischen 1862 und 1922 ereignete. Gegenwärtig beschränkt sich die vulkanische Tätigkeit auf Fumarolen und geothermische Erscheinungen.
Eisfreie Gebiete am Gipfelkrater und auf der Nordwestflanke des Berges markieren die Zonen geothermischer Aktivität, in denen die Bodentemperatur in wenigen Zentimetern Tiefe bis zu 50 °C betragen kann. An diesen Stellen hat sich eine biologische Lebensgemeinschaft entwickeln können, die drei Arten von Moosen, fünf Arten von Grünalgen, sechs Arten von Pilzen, einen Vertreter der Euglyphida sowie sechs Arten von Cyanobakterien und elf Arten von anderen Bakterien umfasst. Aufgrund der Einmaligkeit dieser Lebensgemeinschaft und ihrer Bedeutung für die Forschung wurden diese Areale als besonders geschütztes Gebiet der Antarktis ausgewiesen.
Der britische Polarforscher James Clark Ross entdeckte den Berg im Januar 1841 bei seiner Antarktisexpedition (1839–1843). Er benannte ihn zunächst als Mount Etna wegen seiner Ähnlichkeit mit dem Ätna auf Sizilien. Später benannte er ihn nach William Lamb, 2. Viscount Melbourne (1779–1848) um, der in der Zeit als britischer Premierminister zwischen 1835 und 1841 Ross’ Expeditionsvorhaben unterstützt hatte.